# Щербаков, Яков Анфеногенович
Яков Анфеногенович Щербаков (22 февраля 1916, с. Эдуй Забайкальской области — 8 сентября 1989, Нальчик) — советский государственный деятель,  министр внутренних дел Кабардино-Балкарской АССР (1954—1961), комиссар милиции III-го ранга.

## Биография
В 1937 - 1945 годах служил в Главном управлении Северного морского пути при СНК СССР.
Член ВКП(б). В 1952 году окончил Высшую школу МГБ СССР. 
В 1952–1953 годах был заместителем министра государственной безопасности Кабардинской АССР. С 1954 по май 1961 года занимал пост Министра внутренних дел Кабардино-Балкарской АССР.
Затем до апреля 1970 года был начальником Управления внутренних дел - охраны общественного порядка - внутренних дел Исполнительного комитета Читинского областного Совета, комиссар милиции III-го ранга.